# فرودگاه بین‌المللی ستیزتنو ستیزمان
فرودگاه بین‌المللی ستیزتنو ستیزمان  (به انگلیسی: Szczytno-Szymany International Airport) (به زبان بومی: Międzynarodowy Port Lotniczy) یک فرودگاه خصوصی با کد یاتا SZY است که یک باند فرود بتن دارد و طول باند آن ۲۰۰۰ متر است. این فرودگاه در کشور لهستان قرار دارد و در ارتفاع ۱۴۱ متری از سطح دریا واقع شده است.